# Euthrix hani
Euthrix hani is een vlinder uit de familie van de spinners (Lasiocampidae). De wetenschappelijke naam van de soort is voor het eerst geldig gepubliceerd in 1978 door De Lajonquière.